# Protestos estudantis na Indonésia em 2025
Os protestos estudantis na Indonésia de 2025, também conhecidos como manifestações #IndonesiaGelap (em indonésio: demo #IndonesiaGelap), foram uma série de manifestações antigoverno lideradas por estudantes em várias cidades da Indonésia, iniciadas em 17 de fevereiro de 2025 pelo Sindicato Geral dos Estudantes da Indonésia (BEM SI), juntamente com sindicatos estudantis individuais.
De acordo com o coordenador central do BEM SI, Herianto, a aliança havia convocado protestos por todo o país para os dias 17 e 18 de fevereiro (os quais foram cancelados em Jacarta), tendo transferido a data para os dias 19 (também cancelado) e, então, para 20 de fevereiro. A Coalizão da Sociedade Civil também havia convocado civis para participarem das manifestações em 21 de fevereiro, após as orações de sexta-feira. O BEM SI estimou que cerca de 5 000 estudantes participariam dos protestos, ameaçando ações reiteradas caso o governo não reagisse favoravelmente.

## Contexto
Os protestos ocorreram como resposta a políticas controversas do presidente da Indonésia, Prabowo Subianto, e seu vice, Gibran Rakabuming Raka, que incluem o programa Makan Bergizi Gratis ("refeição nutritiva gratuita" ou MBG) e a promulgação da Instrução Presidencial Número 1 de 2025, que levou a cortes orçamentais massivos, supostamente para financiar esse programa alimentício. O codinome #IndonesiaGelap originou-se como uma hashtag popular no Twitter (X). De acordo com a Beautynesia, a hashtag foi usada em mais de 760 mil tweets, mas, em 24 horas, esse número aumentou para 14 milhões de tweets. Segundo o coordenador do BEM SI, Satria Naufal, ela representa "os anseios, preocupações e bem-estar dos cidadãos".
Os protestos estudantis foram precedidos por um protesto antigoverno semelhante, Adili Jokowi ('Julgue Jokowi'), que ocorreu em Surakarta em 14 de fevereiro de 2025 e exigia a investigação de casos envolvendo o ex-presidente Joko Widodo. Contudo, 10 minutos mais tarde os manifestantes se dispersaram após uma forte chuva. Paralelamente, houve casos de grafite com a inscrição "Adili Jokowi" em várias partes de Java, como Yogyakarta, Surabaya e Malang, muitos dos quais foram removidos pelas autoridades locais. O coordenador central do BEM SI, Herianto, afirmou que a Indonésia "está sendo liderada por dois luminares" (referindo-se ao presidente eleito atual, Prabowo Subianto, e o antigo presidente Joko Widodo), e deu um exemplo sobre a proibição da venda de cilindros de gás GLP de 3 kg por pequenos comerciantes informais, uma política que foi aplicada sem o conhecimento do presidente incumbente e posteriormente revogada. Ele também afirmou que os estudantes ficaram desapontados após Prabowo gritar "Viva Jokowi!" durante o 17º aniversário do Partido Gerindra no Centro de Convenções Internacional de Sentul. O próprio Prabowo foi acusado por oponentes e analistas políticos de ser um fantoche da antiga administração devido à sua proximidade e à influência do ex-presidente em suas políticas. Prabowo negou essa acusação várias vezes, a mais recente durante o mencionado evento partidário, quando negou a acusação desdenhosamente. Sua reação atraiu críticas do público por ter sido feita de forma infantil e confrontadora aos opositores.
O músico Iwan Fals criticou essa demanda e questionou quais foram seus erros no cargo. O fundador da KedaiKOPI, Hendri Satrio, também pôs em questionamento o sucesso desse movimento, afirmando que seria difícil para o governo de Prabowo prender e levar Jokowi à justiça por seus alegados crimes de nepotismo e tráfico de influência.
Enquanto isso, durante os protestos em 17 de fevereiro, Prabowo participou de uma reunião a portas fechadas com seus ministros do Gabinete Vermelho e Branco no palácio do governo, discutindo várias questões estratégicas como a prevenção do jogo online. Eles também foram vistos almoçando juntos. Ao mesmo tempo, todas as oito frações do DPR (o Parlamento do Povo, atuante como órgão de controle da administração pública) concordaram em ratificar oficialmente a proposta de revisão da Lei de Mineração e Carvão na 13ª sessão plenária em 18 de fevereiro. Uma das mudanças propostas na lei era permitir que universidades e faculdades em toda a Indonésia recebessem licenças de mineração e se envolvessem nessa indústria. Os proponentes dessa mudança argumentaram que ela poderia reduzir o custo do ensino superior, enquanto acadêmicos e estudantes criticaram a mudança algo como usado potencialmente para silenciar as universidades de participarem do ativismo, sem contar o agravamento dos danos ecológicos causados pela indústria de mineração. Essa mudança proposta foi abandonada em seguida quando da aprovação da lei em 17 de fevereiro pelo parlamento, no mesmo dia em que os protestos eclodiram.

## Demandas
Uma imagem corrente de apoio o protesto estudantil se baseia no Sistema de Alerta de Emergência (EAS), utilizada para anunciar catástrofes naturais e estados de emergência. A imagem foi adaptada para o protesto, passando a ser utilizada com um fundo preto (ao passo que a original traz um fundo azul). Daí se segue o acrônimo P.E.N.T.O.L., que representa seis demandas políticas formuladas em 4 de fevereiro, antes do protesto:
- Polisi diberesin ('Reforme a polícia')
- Energi buat rakyat ('Energia para o povo')
- Naikkan taraf hidup rakyat ('Aumente o bem-estar do povo')
- Tunaikan tukin untuk guru, ASN dan dosen ('Pague aposentadoria para professores, funcionários públicos e professores universitários')
- Output MBG diperbaiki ('Aprimore a aplicação do programa de refeição nutritiva gratuita')
- Lawan mafia tanah dan lengserkan pejabat tolol ('Combata os máfias de terras e afastem funcionários-fantoche do governo')

O BEM UI apresentou estas 5 demandas durante os protestos estudantis:
Citação: 
1. Revogar a Instrução Presidencial Número 1 de 2025, percebida como prejudicial ao povo.
2. Exigir transparência sobre o status de desenvolvimento e desempenho do programa de refeição nutritiva gratuita.
3. Rejeitar as tentativas de revisão da Lei de Mineração e Carvão e da Lei Dwifungsi.
4. Prender e levar o ex-presidente Joko Widodo à justiça.
5. Ratificar o Projeto de Lei de Apreensão de Ativos.

Em 17 de fevereiro de 2025, durante os protestos em Jacarta, o coordenador Bagas Wisnu leu as seguintes 13 demandas ao governo.
1. Educação gratuita, científica e democrática.
2. Reformas agrárias genuínas.
3. Rejeite as tentativas de revisão da Lei de Mineração e Carvão.
4. Remova a dwifungsi das ABRI.
5. Promulgue o Projeto de Lei dos Povos Indígenas.
6. Revogue a Instrução Presidencial Número 1 de 2025.
7. Avaliação geral do programa de refeição nutritiva gratuita.
8. Realize o orçamento para aposentadoria de professores universitários.
9. Regulamento Governamental de Apreensão de Ativos em substituição à Lei.
10. Rejeite as tentativas de revisão da Lei das TNI, Polri e do Judiciário.
11. Simplifique e reorganize o gabinete.
12. Rejeite a revisão do Código de Conduta do DPR.
13. Reforme a polícia.

Em 19 de fevereiro, as cinco demandas originais apresentadas pelo BEM SI foram expandidas para as seguintes sete.
1. Exija que o presidente revogue a Instrução Presidencial (Inpres) Número 1 de 2025, que pode prejudicar o povo.
2. Transparência sobre o status dos planos de desenvolvimento de infraestrutura.
3. Transparência em todo o programa de refeição nutritiva gratuita, para que possa ser direcionado corretamente e implementado de forma adequada.
4. Rejeite a revisão da Lei de Mineração e Carvão, que se torna uma forma de silenciar as críticas do ambiente acadêmico ao regime de governo.
5. Rejeite a dwifungsi da TNI, que potencialmente cria repressão e impede a democracia.
6. Prenda e levar Jokowi à justiça.
7. Promulgue a Lei de Apreensão de Ativos para erradicar crimes econômicos e corrupção.

No dia seguinte, as demandas acima foram expandidas mais uma vez para nove.
A música "Bayar, Bayar, Bayar" da dupla de punk Sukatani foi usada como tema do protesto e critica o desempenho da polícia, considerado antiprofissional e pautado em suborno, extorsão e gratificação.

## Protestos

### Sumatra
Em Banda Aceh, estudantes da Universidade Syiah Kuala (USK) organizaram um protesto em frente ao Conselho Regional de Representantes de Aceh (DPRA). Eles também exigiram transparência no uso de um fundo de autonomia especial. O chefe da fração do Partido NasDem e membro da terceira comissão do DPRA, Nurchalis, prometeu que as demandas dos estudantes seriam discutidas no legislativo e levadas ao nível nacional. Os manifestantes deixaram lixo significativo no local, que iam de garrafas de bebidas usadas a banners. Como os manifestantes ignoraram os pedidos dos jornalistas para limpar o lixo, ele acabou sendo retirado pela polícia.

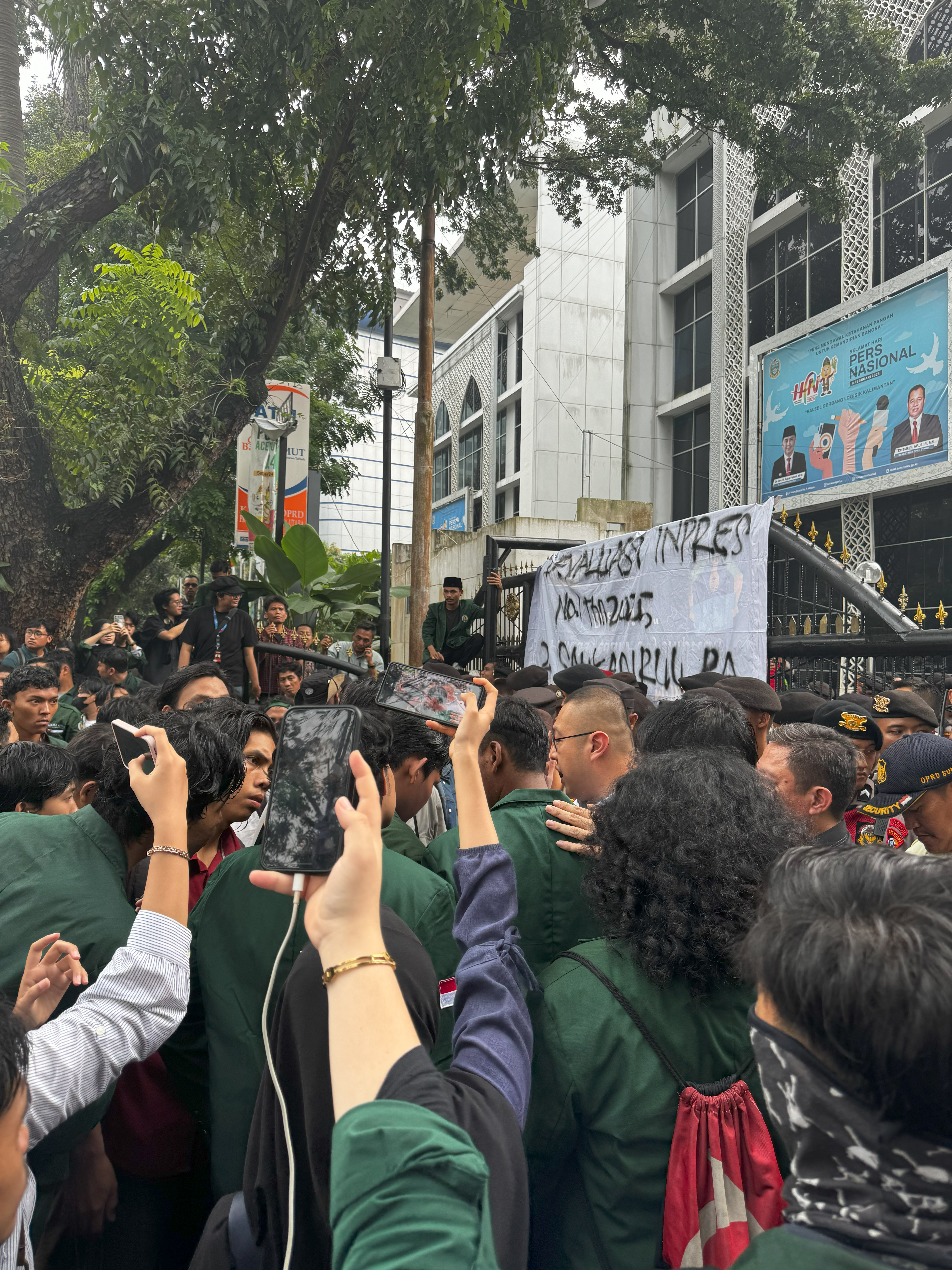
Estudantes da Universidade Islâmica Estadual de Sumatra do Norte protestando em frente ao prédio do DPRD de Sumatra do Norte em Medan

Em Medan, estudantes da Universidade Islâmica Estadual de Sumatra do Norte protestaram em frente ao prédio do Conselho Regional de Representantes de Sumatra do Norte (DPRD) em 20 de fevereiro. Eles carregaram vários banners, e o prédio foi guardado por dezenas de policiais. Horas mais tarde, representantes do DPRD os encontraram e garantiram que suas demandas seriam levadas ao DPRD de Sumatra do Norte e ao DPR nacional. Os protestos continuaram no dia seguinte, e pouco depois, um representante da Comissão C do legislativo, Palacheta Subies Subianto, foi a seu encontro. Vários cartazes foram afixados nas grades do DPRD de Sumatra do Norte, e pneus usados foram queimados durante o evento.
Em Padang, estudantes da Universidade Andalas (UNAND) e do Politécnico Estadual de Padang (PNP) protestaram em frente ao portão de entrada da UNAND. Mais tarde, centenas de estudantes da Aliança de Sindicatos Estudantis de Toda Sumatra Ocidental protestaram em frente ao prédio do DPRD de Sumatra Ocidental em 18 de fevereiro de 2025 às 15h, e também carregavam vários banners.
Em Pekanbaru, estudantes da Universidade Islâmica de Riau protestaram em frente ao prédio do DPRD de Riau em 26 de fevereiro. Eles também exigiram o reembolso de bolsas de estudo para 6.000 estudantes. Os manifestantes dispersaram após entregar suas demandas aos membros do parlamento.
Em Tanjung Pinang, 62 estudantes protestaram em frente ao prédio do DPRD das Ilhas Riau. Eles foram acompahnados por 150 policiais regionais e municipais.
Em Palembang, em 20 de fevereiro, centenas de estudantes, sobretudo da Universidade Islâmica Estadual Raden Fatah (UIN Raden Fatah), caminharam do Campus A às 10h e chegaram em frente ao prédio do DPRD de Sumatra do Sul às 10h30. Eles tentaram levar pneus usados em cima de um carro de comando, mas foram impedidos pelas forças policiais. Após negociações, foram autorizados a fazê-lo. No entanto, após não conseguirem se encontrar com o presidente do DPRD de Sumatra do Sul, Andi Dinialdie, os mesmos manifestantes derrubaram os pneus e os incendiaram em frente ao prédio. Anteriormente, foi feito uma projeção de que o protesto contaria com 1 000 pessoas. Os manifestantes também deram um ultimato de 3 dias para que o governo tomasse uma posição sobre os cortes orçamentários. Então, o vice-presidente Ilyas Panji e o membro do parlamento M Nasir encontraram os manifestantes e concordaram em rejeitar os cortes orçamentários e atender às suas demandas.
Em Pangkal Pinang, estudantes da Universidade de Bangka Belitung, juntamente com a Aliança de Sindicatos Estudantis de Bangka Belitung, protestaram em frente ao prédio do DPRD de Bangka Belitung. Eles chegaram às 15h20.
Em Bandar Lampung, centenas de estudantes de diversas universidades locais protestaram em frente ao complexo do governo provincial de Lampung. Eles carregavam um carro de som, bem como vários banners, um deles com a inscrição Pendidikan jadi taruhan, Indonesia cenas, darurat pendidikan, alerta alerta! (A educação está em jogo, a Indonésia está ansiosa, emergência educacional, alerta alerta!).
Em Bengkulu, estudantes principalmente da Universidade Muhammadiyah de Bengkulu se reuniram em Simpang Lima, Distrito de Ratu Sambang. Eles afirmaram que também realizaram protestos em Padang Kuas, Regência de Seluma, enquanto declaravam que as organizações estudantis locais estão se consolidando para um protesto maior a ser realizado posteriormente.

### Java

#### Jacarta

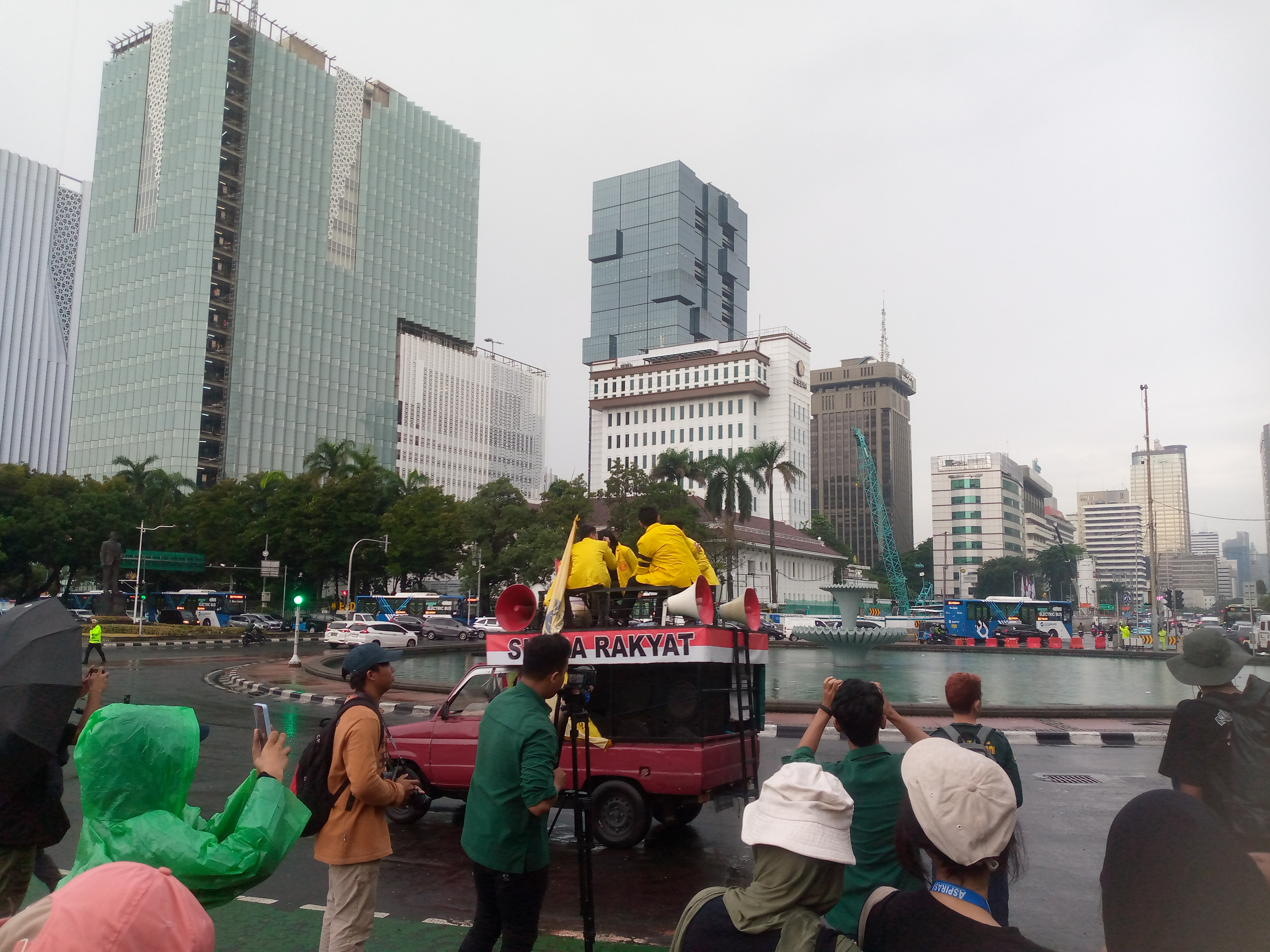
Estudantes da Universidade da Indonésia participando do protesto

Em Jacarta, os protestos começaram em 17 de fevereiro na Estátua do Cavalo, Jacarta Central, mas depois se espalharam para as estradas South Medan Merdeka e West Medan Merdeka, causando engarrafamentos no Bundaran HI. Milhares de manifestantes gritavam hidup mahasiswa ('vida longa aos estudantes') e carregavam vários banners e cartazes que representavam suas demandas, como #krisisiklimkrisisdemokrasi ('uma crise climática é uma crise democrática') e kenyang kagak, bego iya ( uma forma de zombar de alguém que não percebe ou não entende uma situação óbvia).
Anteriormente, o sindicato estudantil da Universidade da Indonésia (BEM UI) instruiu seus membros a usarem roupas pretas e uniformes amarelos, característicos da universidade. Um total de 1 623 policiais foram mobilizados para a segurança, e o tráfego na Jalan Medan Merdeka Barat em direção ao Palácio Merdeka (o palácio do governo jacartense) foi fechado, exceto para os ônibus da Transjakarta.

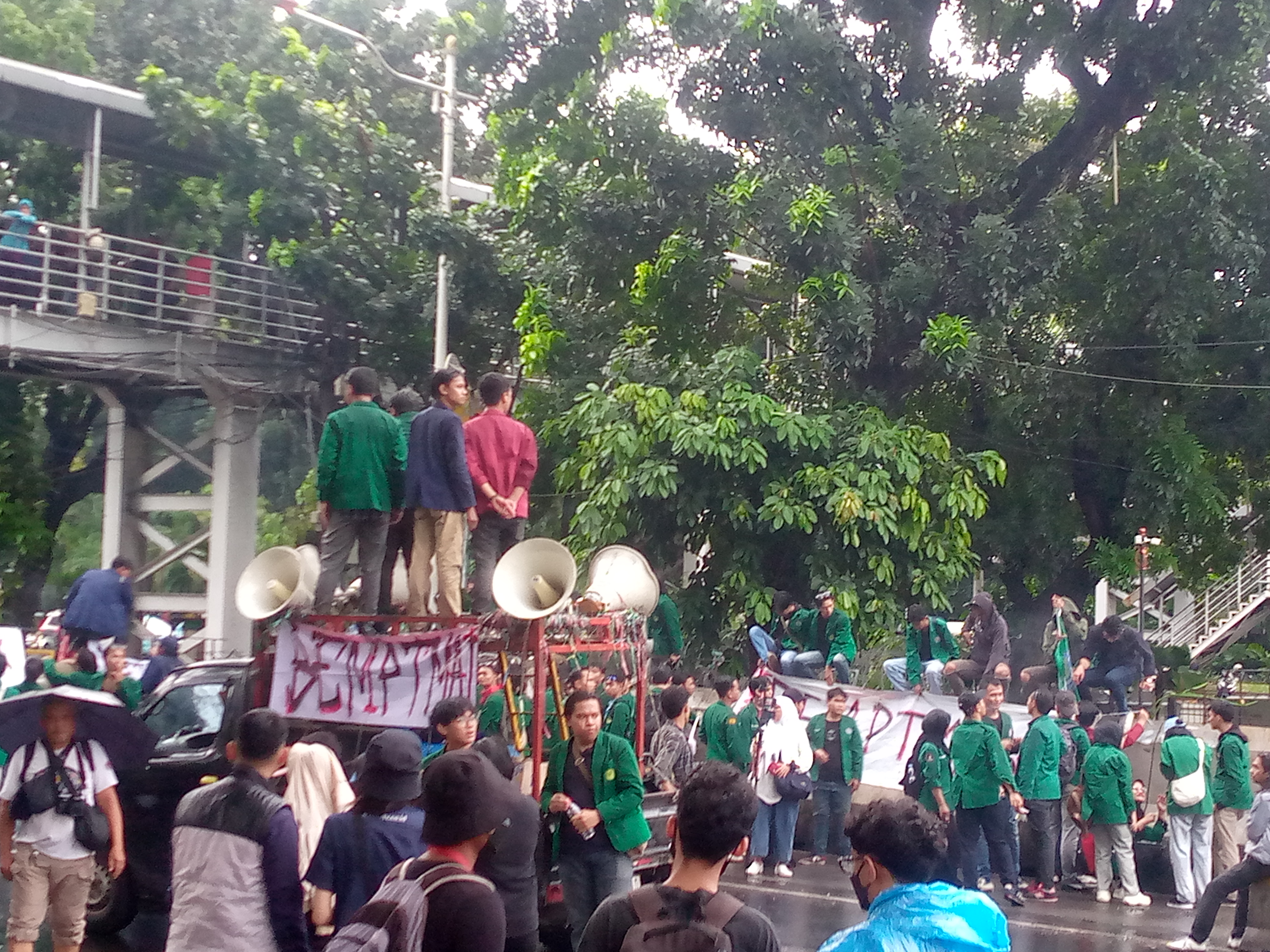
Estudantes das Universidades Muhammadiyah e ‘Aisyiyah (PTMA) em frente a um bloqueio policial

Em seguida foram queimados pneus e vários cartazes, incluindo um retrato do secretário do gabinete Teddy Indra Wijaya, e muitos deles tiraram seus uniformes sob a instrução de um orador. Às 18h, a polícia pediu que os manifestantes se dispersassem, os quais porém permaneceram ali e atiraram objetos como garrafas de água, lixo e tábuas de madeira nos policiais. Um policial ficou ferido durante o evento. O coordenador de relações públicas da Universidade Nacional de Desenvolvimento de Jacarta, Bagas Wisnu, leu 13 demandas ao governo, variando de questões educacionais a políticas (ver acima). Eles finalmente dispersaram às 20h e funcionários começaram a limpar o lixo no local. O influencer Badru também participou dos protestos e orou pelos manifestantes.
Os planos para uma manifestação no dia seguinte foram cancelados pelo BEM SI, em preparação para os protestos principais em 20 de fevereiro no Istana Negara, a ser realizados simultaneamente à posse de 481 chefes regionais. Um dia depois, o BEM SI organizou novamente um protesto na Estátua do Cavalo Arjuna Wiwaha, e foi recepcionado por 775 policiais, embora seu coordenador Herianto tenha dito que eles organizariam no dia uma reunião técnica para discutir os preparativos. O chefe de relações públicas da Polícia Metropolitana da Grande Jacarta, Ade Ary Syam, pediu ao público que mantivesse a ordem durante a posse dos chefes regionais, e não organizasse protestos no Istana Negara na ocasião. O sindicato estudantil da Universidade Udayana decidiu não participar deste protesto. Os protestos seriam realizados no local às 14h (os manifestantes se reuniriam às 13h), e Herianto projetou que contariam com 3 000 estudantes.
Metade da Jalan Medan Merdeka Barat foi fechada a partir das 11h34, e a polícia usou empilhadeiras para instalar barreiras de concreto. A polícia de Jacarta Central mobilizou 588 policiais da Estátua do Cavalo até a frente do Istana Negara, e arame farpado foi instalado no local. Desta vez, manifestantes de 4 sindicatos estudantis chegaram às 14h37 na Estátua do Cavalo, vestindo seus uniformes. Eles também carregavam vários banners e panfletos, com inscrições como Efisienshit ('Eficiência de merda') e 1 Presiden Berbagai Insiden ('Um presidente repleto de incidentes'). Eles começaram com discursos em frente às barreiras. Eles também foram vistos levantando os punhos com o braço esquerdo. Nada, uma mulher de 44 anos, distribuiu alimentos e bebidas gratuitos para os manifestantes no local.
Os manifestantes começaram a queimar pneus perto das barreiras de concreto às 14h45. Então, eles derrubaram as barreiras usando cordas sob a instrução do orador, enquanto a polícia local pedia que não o fizessem. Após o sucesso de seus esforços, eles cantaram o hino nacional "Indonesia Raya" e "Indonesia Pusaka". Durante o evento, os manifestantes acusaram um homem de furto e o entregaram a um posto policial próximo.
Raden Roro Neno fez um discurso aos manifestantes, incentivando-os a não serem pisoteados pela oligarquia. Ela também deu apoio a eles e orou por seu sucesso e saúde. Uma estudante leu o poema "Apa Guna" de Widji Thukul. Um estrangeiro foi preso por policiais à paisana (suspeitos de serem agentes de inteligência) enquanto tirava fotos durante os protestos. Ele posteriormente admitiu que não fazia parte de nenhuma mídia estrangeira.
Os manifestantes finalmente se dispersaram às 18h25 após o Ministro do Secretariado de Estado Prasetyo Hadi, juntamente com seu vice Juri Ardiantoro, encontrá-los e concordar com suas demandas. Prasetyo também pediu que os manifestantes estudassem suas demandas dentro de 48 horas antes de discutir com representantes estudantis. Ele foi visto convidando os manifestantes a cantar "Darah Juang" juntos, e abraçou os manifestantes. Mais tarde, Prasetyo afirmou que suas lutas no governo estavam alinhadas com as demandas dos estudantes.

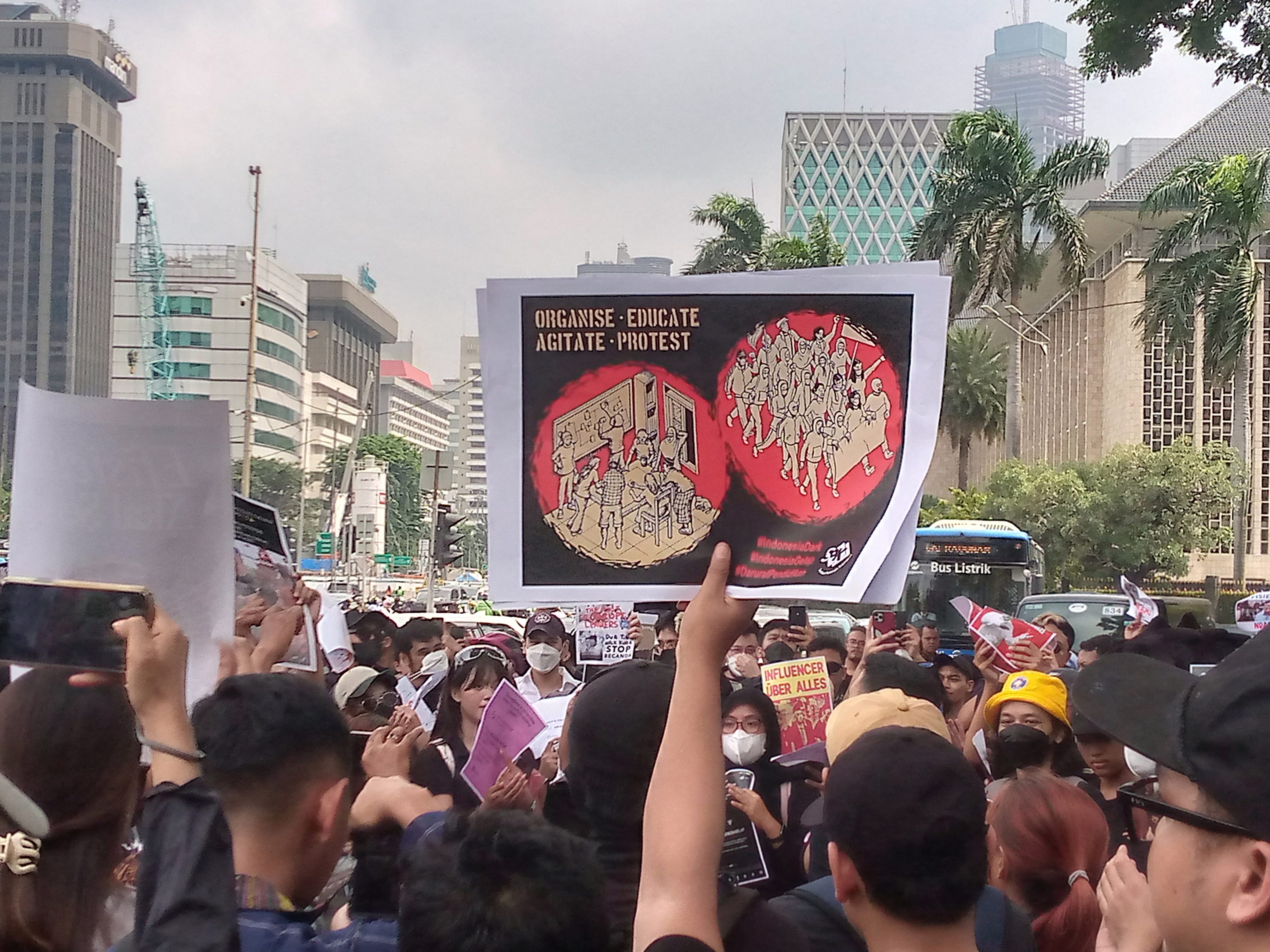
Manifestantes exibindo panfletos pró-intelectualidade

Em 21 de fevereiro, centenas de elementos civis, incluindo estudantes sem seus uniformes, se reuniram no Parque Ismail Marzuki antes de protestar na Estátua do Cavalo. Eles carregavam vários banners e cartazes, um deles apresentava uma postagem antiga de Prabowo no Twitter de 2016. Os manifestantes também tocaram a música "Bayar Bayar Bayar" de Sukatani e "A Internacional" traduzida para o indonésio por Ki Hajar Dewantara. Então, eles jogaram garrafas de água e fogos de artifício nos policiais, e danificaram arame farpado. Badru voltou aos protestos e leu todos os cinco princípios do Pancasila (os princípios fundadores do Estado indonésio) para os manifestantes. Um manifestante foi visto destruindo uma câmera de segurança às 17h55. Houve incidentes de lançamento de coquetéis Molotov, fogos de artifício e queima de barreiras de água no corredor de ônibus Transjakarta, seguido por gritos de alerta. Eles também queimaram lixo no local, e atacaram um intruso, supostamente um agente de inteligência, no meio dos protestos. A multidão finalmente se dispersou às 20h30, e os zeladores começaram a limpar o lixo e apagar os incêndios.

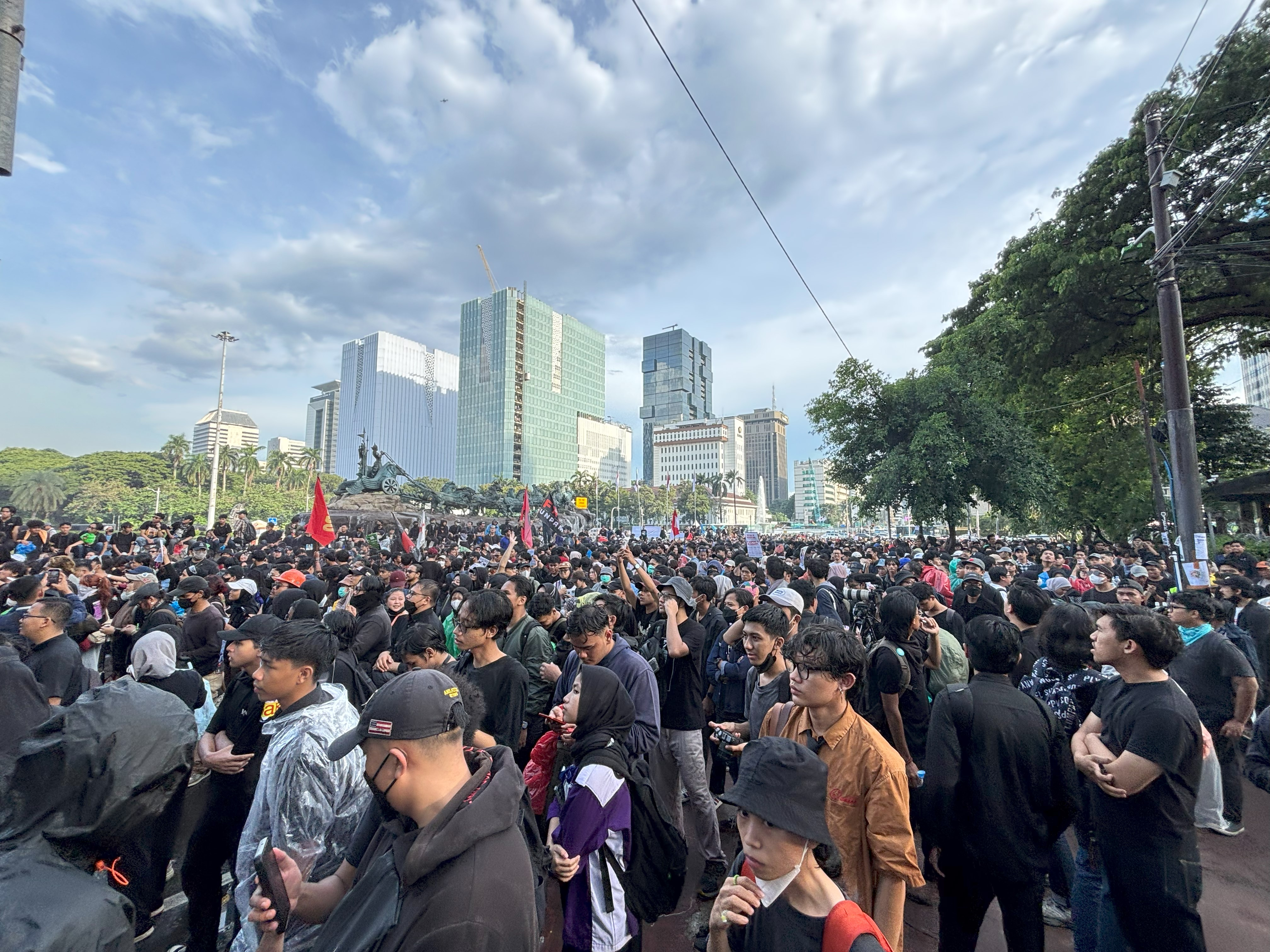
Jovens manifestantes sem uniformes se reunindo no Bundaran Patung Kuda, 21 de fevereiro de 2025

Cerca de 2 460 policiais, militares e funcionários do governo regional foram mobilizados para a segurança durante os protestos. A Haus distribuiu bebidas gratuitas para os manifestantes em 15 barracas. O fã-clube do grupo sul-coreano NCT, NCTzen, enviou uma ambulância sob o banner 'NCTzen Humanity x Bareng Warga' e distribuiu alimentos gratuitos para os manifestantes. Foi projetado que 2 500 pessoas participariam dos protestos.

#### Surabaya
Em Surabaya, os protestos ocorreram em frente ao prédio do Conselho Regional de Representantes de Java Oriental. Estudantes manifestantes vieram de várias universidades locais e somavam milhares de indivíduos. Eles queimaram um caixão com a inscrição Indonesia Gelap após suas tentativas de se encontrar com o presidente do DPRD malograrem. Então, ao tentarem atravessar a cerca de arame, a polícia disparou canhões de água. Os manifestantes fugiram, e vários revidaram atirando garrafas de água nos policiais. Cerca de 620 policiais foram mobilizados para a segurança durante os protestos. O chefe do sindicato estudantil da Universidade Airlangga, Aulia Thoriq Akbar, afirmou que cinco estudantes foram presos pela polícia. Dois deles seriam da UNESA e da UINSA (Universidade Islâmica Estadual Sunan Ampel Surabaya), algo que o chefe de operações Wibowo negou. Novan Ziyan Ramadhan da Universidade Estadual de Surabaya (UNESA) foi ferido após ser pisoteado e espancado por policiais, como resultado, o policial envolvido foi interrogado pelo setor profissional e de segurança, negando suas ações.
Os protestos continuaram em Surabaya em 21 de fevereiro, contando com a presença de estudantes e civis. Dois membros do DPRD de Java Oriental do Partido Democrático da Luta da Indonésia (PDI-P), Fuad Bernardi e Yordan Batara Goa, foram atingidos por garrafas de água após se encontrarem com os manifestantes durante o recesso. Em seguida queimaram pneus usados, leram um poema intitulado 'Taek' e apresentaram uma peça teatral no local.

### Outras cidades em Java
Em Bandung, os estudantes protestaram em frente ao prédio do DPRD de Java Ocidental. Uma participante, Ainul Mardhyah, da Frente Nacional dos Estudantes, expressou que sua bolsa de estudos foi cortada em 10%. Filha de trabalhadores migrantes na Malásia, ela também se mostrou preocupada com a proteção dos trabalhadores migrantes indonésios. Os protestos foram retomados em 21 de fevereiro, com gritos de revolusi 'revolução' e a queima de pneus usados. Eles também tentaram penetrar nas cercas de arame farpado.
Em Tasikmalaya, no dia 19 de fevereiro, mais de 100 estudantes tentaram entrar no prédio do DPRD de Tasikmalaya para expressar suas aspirações. No entanto, as forças de segurança bloquearam o portão de entrada. Durante uma forte chuva, ocorreram empurrões até que o portão cedeu, e então um canhão de água começou a ser disparado contra os manifestantes. Eles começaram a atirar objetos contra os carros da polícia, fazendo com que o vidro do posto de segurança se estilhaçasse. O chefe da polícia regional, Moh. Faruk Rozi, os convidou para um diálogo, e finalmente concordaram em entrar no prédio. Três policiais e um estudante ficaram feridos durante o evento.
Em Indramayu, estudantes da aliança de sindicatos estudantis de Indramayu protestaram em frente ao prédio do DPRD de Indramayu. Eles tentaram arrombar as portas de entrada do prédio, causando confrontos com a polícia. Eles também queimaram pneus usados e atiraram objetos contra os policiais, irritados pôr o presidente do DPRD de Indramayu não poder recebê-los. Pouco depois, conseguiram se reunir com o presidente e representantes dos membros do DPRD.
Em Cirebon, os protestos ocorreram em frente ao prédio do DPRD. Eles conseguiram entrar no prédio após atravessar cercas de arame farpado e os guardas policiais. Em seguida, desafiaram o vice-presidente do DPRD de Cirebon, Fitrah Malik, e o chefe da Comissão I, Agung Supirno, a debater com os manifestantes. Os manifestantes ameaçaram que eles renunciassem aos cargos se não conseguissem responder às suas demandas.
Em Purwokerto, estudantes da União Comunitária em Movimento (Semarak) organizaram uma marcha longa da Universidade Estadual Islâmica Prof. KH. Saifuddin Zuhri até o Escritório do Regente de Banyumas. Eles carregavam vários cartazes, entre eles com inscrições como Sebuah Kekecewaan Republik Indonesia 1 Presiden Berbagai Insiden ('Uma Decepção da República da Indonésia, Um Presidente Repleto de Incidentes') e Bikin Kebijakan Buat Oligarki Terus Ndasmu ('Continue a Criar Políticas para a Oligarquia, Ndasmu!'). Eles também gritavam repetidamente "Ganyang Fufufafa" ('Esmague Fufufafa', em referência a uma conta controversa em mídia social atribuída ao vice-presidente indonésio, Gibran Rakabuming Raka.).
Em Semarang, estudantes da Aliança de Sindicatos Estudantis da Grande Semarang organizaram um protesto em frente à Prefeitura de Semarang no dia 18 de fevereiro. Milhares de estudantes chegaram às 14h30, e organizaram uma marcha longa do logradouro Jalan Pemuda até o prédio do DPRD de Java Central. Eles também carregavam cartazes críticos ao governo, e gritavam "Ganyang Fufufafa". Após tentativas de se reunir com os membros do DPRD falharem, e um representante ter aparecido, os manifestantes zombaram de entrar novamente no prédio e jogaram esterco bovino no portão. O coordenador de campo, Evan Surya da Universidade Diponegoro, avaliou o desempenho inicial do governo de Prabowo em −100 de 100. Anteriormente, estava planejado para as 9h e projetado para ser atendido por 1 600 pessoas.
Em Yogyakarta, a Aliança Jogja Is Calling convocou estudantes e civis a participarem dos protestos. Com o tema #BersamaRakyat ('Juntos com o Povo'), a marcha longa começou no estacionamento Abu Bakar Ali (inicialmente programado para as 10h). Chegaram ao prédio do DPRD da Região Especial de Yogyakarta às 12h15. Pouco depois, queimaram pneus, jogaram líquido vermelho no portão do prédio e colaram um cartaz com a inscrição Pemerintah Tolol ('Governo Estúpido'). Milhares de manifestantes continuaram a marcha longa em direção ao Gedung Agung e ao Ponto Zero de Yogyakarta às 12h44. Eles também exigiram a renúncia do presidente Prabowo e de seu vice, Gibran. Estava previsto que 1 000 pessoas participariam dos protestos. Ao mesmo tempo, vários cartazes críticos ao governo foram instalados no prédio da Faculdade de Ciências Sociais e Políticas da Universidade Gadjah Mada (UGM). No dia 25 de fevereiro, estudantes da Associação de Estudantes Muçulmanos (HMI) organizaram uma longa marcha na Rua Malioboro em direção ao DPRD da Região Especial de Yogyakarta e depois ao Ponto Zero de Yogyakarta. Eles também queimaram cones de trânsito. A segunda fase do protesto começou em Yogyakarta no dia 11 de março de 2025, em frente ao Gedung Agung.
Em Kudus, cerca de 70 estudantes da Associação de Estudantes Muçulmanos (HMI), de Kudus, Rembang e Jepara, organizaram um protesto em frente ao prédio do DPRD de Kudus. Eles também carregavam cartazes e outros adereços.
Em Surakarta, os estudantes começaram a caminhar para trás do Monumento Makutho, às 14h, e chegaram em frente ao prédio do DPRD de Surakarta na Rua Adi Sucipto às 15h40. Os manifestantes também carregavam vários cartazes antigoverno e queimavam pneus. Sua ação foi vigiada por centenas de agentes conjuntos das forças armadas, polícia e Departamento de Transportes. O coordenador Syaiful interpretou que caminhar para trás representa que "a nação está sofrendo um retrocesso". Eles ameaçaram que, se suas 6 demandas não fossem atendidas em 3 dias, retornariam com um número maior de manifestantes.
Em Kediri, cerca de 60 estudantes da Universidade Brawijaya organizaram um protesto sentado em frente ao prédio do DPRD de Kediri. Eles chegaram de moto às 14h15 e carregavam vários cartazes e pôsteres rejeitando a política de racionalização sob a Instrução Presidencial Número 1 de 2025. Após uma hora, eles se reuniram com o vice-presidente Sudjono Teguh Widjaja para discutir com os manifestantes.
Em Lamongan, estudantes da União de Estudantes Joko Tingkir de Lamongan organizaram protestos nos prédios do governo regional de Lamongan e do DPRD de Lamongan. Eles foram vistos carregando bandeiras e cartazes com as inscrições Indonesia Gelap ('Indonésia Sombria') e Lamongan Memanggil ('Lamongan Está Chamando').

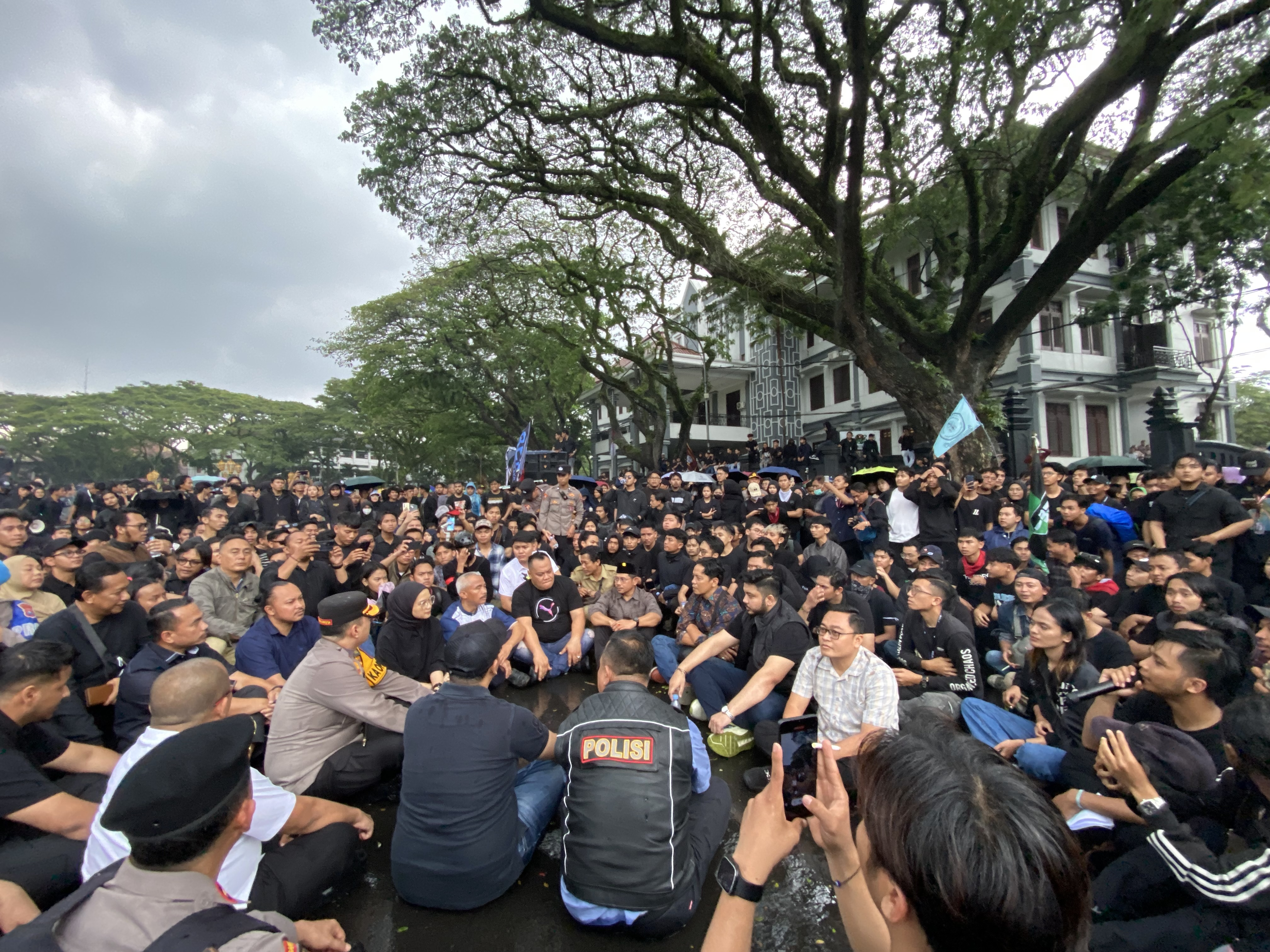
Membros da Assembleia do DPRD da Cidade de Malang em diálogo com manifestantes

Em Malang, os protestos ocorreram no dia 18 de fevereiro no Monumento da Rotatória, precisamente em frente ao prédio do DPRD de Malang. Milhares de pessoas chegaram ao meio-dia e carregavam vários cartazes e pôsteres com demandas, com inscrições como Efisiensi untuk Oligarki X, Efisiensi untuk Rakyat ✓ ('Não à Eficiência para a Oligarquia, Sim à Eficiência para o Povo'), e 100 Hari Keadilan Dibunuh ('A justiça estará morta em 100 dias'). Retratos presidenciais de Prabowo e Gibran foram vandalizados com o texto efisienshit nos olhos e uma cruz na boca. Uma hora depois, os retratos, junto com pneus usados, foram queimados em frente ao portão de entrada do DPRD. Após conseguirem se reunir com a presidente do DPRD, Amithya Ratnanggani Siraduhita, bem como com vários líderes de facções, os manifestantes finalmente se dispersaram às 16h durante uma forte chuva.

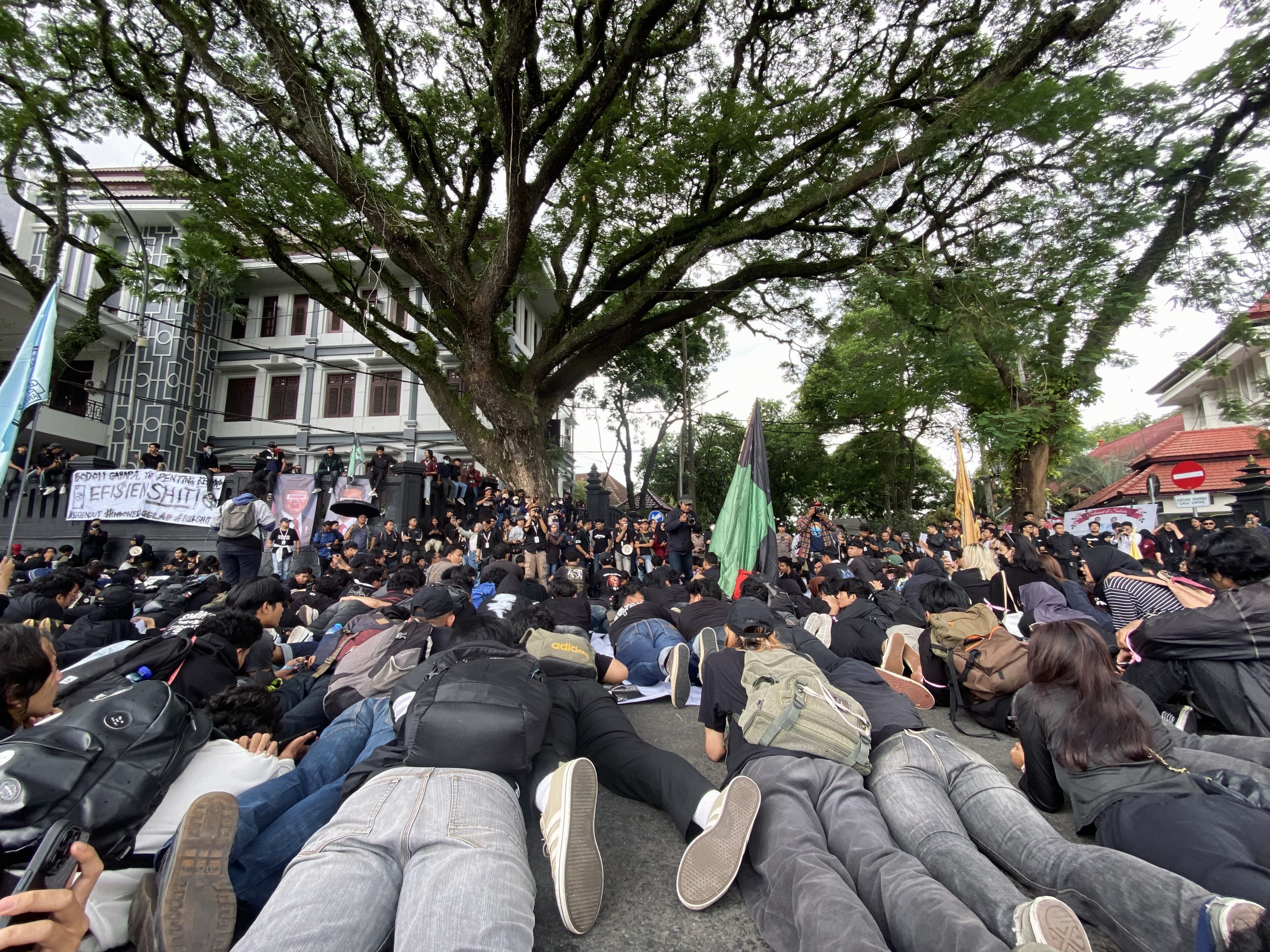
Ação teatral de agachamento em frente ao prédio do DPRD da Cidade de Malang.

Em Bondowoso, centenas de estudantes do  id (PMII) protestaram em frente ao prédio do DPRD de Bondowoso. Eles também carregavam cartazes e pôsteres, queimavam pneus usados e recitavam o tahlil.

### Ilhas de Nusa Tenggara
Em Denpasar, estudantes da Aliança Bali Não Se Silencia (Aliansi Bali Tidak Diam) chegaram ao prédio da Casa Regional de Representantes de Bali às 11h30, carregando um cartaz com a inscrição Tut Wuri Efisiensi, uma brincadeira com o lema da educação indonésia Tut Wuri Handayani. Dez minutos depois, foram convidados a entrar no wantilan (pavilhão) do prédio pelo secretário interino I Gusti Ngurah Wiryanata para expressar suas demandas.
Em Kupang, os estudantes se reuniram em frente ao escritório do governador de Nusa Tenggara Oriental, também conhecido como Edifício Sasando, para protestar contra os cortes no orçamento da educação.
Enquanto isso, a união estudantil da Universidade Mataram (BEM UNRAM) em Mataram, Nusa Tenggara Ocidental, afirmou que participará do protesto no dia 20 de fevereiro, com o presidente do sindicato estudantil da universidade já partindo para Jacarta para coordenar o protesto com o liderado pelo BEM SI. Eles carregavam um caixão como forma de protesto.

### Kalimantan
Em Pontianak, dezenas de estudantes chegaram ao DPRD de Kalimantan Ocidental para protestar.
Em Palangka Raya, estudantes de várias universidades locais, principalmente da Universidade de Palangka Raya (UPR), Universidade Muhammadiyah de Palangka Raya, Instituto Estadual Islâmico de Palangka Raya e Instituto Estadual Hindu de Palangka Raya, protestaram em frente ao prédio do DPRD de Kalimantan Central. Eles dançaram ao som da música de campanha de Prabowo Subianto, Oke Gas 2, de Richard Jersey, como uma forma de sátira política, enquanto queimavam pneus usados. Alguns manifestantes também gritaram Adili Jokowi ('Leve Jokowi à Justiça'). Os estudantes ameaçaram o presidente do parlamento da província de Kalimantan Central (DPRD) com uma segunda onda de protestos na segunda-feira com uma massa maior se suas demandas não fossem atendidas.
Em Banjarmasin, centenas de estudantes, assim como a sociedade civil, protestaram em frente ao prédio do DPRD de Kalimantan do Sul. Eles criticaram as altas taxas de aprovação pública do governo em várias pesquisas, afirmando que não condiziam com a realidade.
Em Balikpapan, estudantes da Aliança dos Estudantes da Cidade do Petróleo iniciaram uma marcha longa do cruzamento da Praça Balikpapan até o DPRD de Balikpapan. Após chegarem ao prédio, houve confrontos entre manifestantes e policiais na porta de entrada. Eles também criticaram as políticas do governo local da cidade. A polícia dispersou-os após ultrapassarem o limite às 18h, e posteriormente prendeu 6 manifestantes, suspeitos de serem provocadores e de se oporem aos agentes.

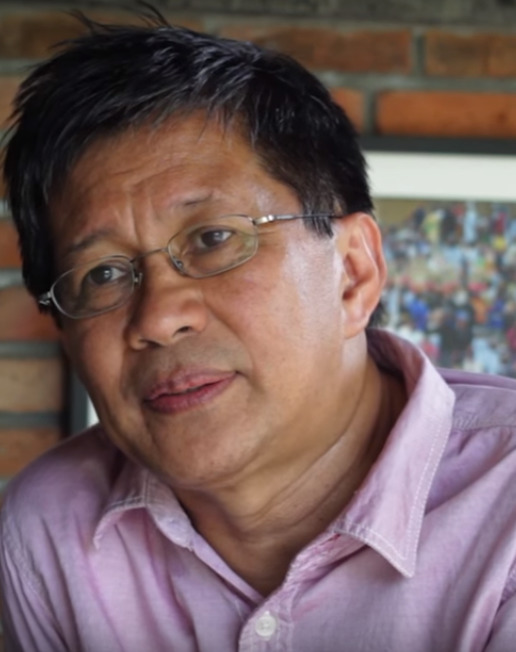
Rocky Gerung

Em Samarinda, milhares de estudantes protestaram em frente ao prédio do DPRD de Kalimantan Oriental. O comentarista político Rocky Gerung fez um discurso para motivar os manifestantes. Os manifestantes entraram em confronto com a polícia local após tentarem entrar no prédio, e a polícia disparou canhões de água contra os manifestantes. Como resultado, os manifestantes foram levados de volta à Mesquita do Centro Islâmico de Samarinda.

### Sulawesi

#### Makassar
Em Makassar, todos os protestos seguintes compartilham padrões muito semelhantes, incluindo a queima de pneus usados e o bloqueio de estradas com caminhões, causando longos engarrafamentos e criando tensões entre manifestantes e motoristas.
Estudantes protestaram na Rua Perintis Kemerdekaan, bloqueando efetivamente a Rodovia Trans-Sulawesi. Eles também queimaram pneus usados e seguraram um caminhão como palco para os manifestantes. Um dia depois, estudantes da AMPERA realizaram protestos na Rua AP Pettarani, Rappocini. Eles também queimaram pneus usados e bloquearam a estrada com um caminhão contêiner. No dia seguinte, estudantes do Movimento de Ativistas Estudantis (GAM) também bloquearam a mesma estrada (Rua AP Pettarani) com um caminhão e queimaram pneus usados. Outro protesto ocorreu na Rua Sultan Alauddin, com a participação de estudantes da Universidade Estadual Islâmica Alauddin e carregando vários cartazes e panfletos com mensagens críticas. Eles também queimaram pneus usados.
No dia seguinte, a Aliança dos Estudantes de Makassar organizou um protesto sob um viaduto e depois se mudou para o prédio do DPRD de Sulawesi do Sul na Rua Urip Sumoharjo. Eles também seguraram dois caminhões como palco para os protestos. Posteriormente, os manifestantes queimaram pneus usados, cantaram juntos "Buruh Tani" de Marjinal e puxaram as cercas de arame farpado. Os manifestantes começaram a se dispersar às 19h05, e o chefe da polícia de Makassar, Arya Perdana, afirmou que suas aspirações chegaram ao DPRD de Sulawesi do Sul. No entanto, por volta das 19h40, estudantes da Universidade Estadual de Makassar (UNM) e um grupo de motoristas foram vistos lutando entre si usando pedras e arcos. Como resultado, 6 pessoas, acusadas de serem provocadoras, foram presas pela polícia local enquanto se escondiam no campus da UNM, embora tenham sido liberadas por volta das 4h da manhã.
Em 24 de fevereiro, manifestantes de 16 organizações, incluindo elementos estudantis, chegaram sob o viaduto da Rua Urip Sumoharjo às 12h45. Eles também usavam cordas nas mãos esquerdas e prepararam outros adereços, incluindo cartazes e um alto-falante. Os protestos começaram às 15h35, e pneus usados foram queimados durante o evento. Eles começaram a se dispersar às 17h.

#### Outras cidades em Sulawesi
Em Kendari, estudantes da Universidade Haluoleo protestaram em frente ao prédio do DPRD de Sulawesi do Sudeste, e 100 agentes conjuntos foram destacados para vigiar os protestos. Eles rejeitaram cortes orçamentários em vários setores.
Em Manado, os manifestantes estudantis da Aliança do Movimento de Sulawesi do Norte organizaram um sit-in. Eles bloquearam a Rua 17 de Agosto, precisamente em frente ao Escritório Samsat, causando engarrafamentos. Centenas de agentes foram destacados pela polícia local no Escritório do Governador de Sulawesi do Norte, e os manifestantes tentaram arrombar o portão de entrada, arrancando várias peças de ferro. Eles também queimaram um caixão e pneus usados. Após esperarem por três horas, finalmente foram autorizados a entrar no escritório do governador pelo Chefe do Corpo de Unidade Nacional e Política de Sulawesi do Norte, Johny Suak.
Em Palu, centenas de estudantes se reuniram em frente ao DPRD de Sulawesi Central, principalmente da Universidade Tadulako. O protesto quase se tornou violento, com estudantes tentando atravessar o portão do prédio. Um estudante ficou ferido na cabeça como resultado da confusão.
Em Mamuju, Sulawesi Ocidental, protestos também ocorreram na Rua Simpang Lima, realizados por dezenas de estudantes que exigiam a avaliação do programa de refeições nutritivas gratuitas.

### Ilhas Maluku
Em Ambon, estudantes do Instituto Estadual Islâmico de Ambon (IAIN Ambon), com seus trajes acadêmicos, protestaram em frente ao prédio do DPRD de Maluku. Os estudantes rejeitaram o programa de refeições gratuitas e exigiram a revogação da Instrução Presidencial Número 1 de 2025, afirmando que o que a Indonésia precisa é de educação gratuita.
Em Ternate, centenas de estudantes se reuniram em frente ao prédio da prefeitura de Ternate e protestaram contra o programa de refeições gratuitas do governo. Os estudantes apresentaram várias demandas, como educação gratuita, a revogação da Instrução Presidencial Número 1 de 2025, subsídios para professores e professores universitários, além de questões locais, como a exigência de uma cota de 50% de empregos reservados para mulheres no governo municipal, a rejeição do programa de aterro sanitário na cidade e preocupações com a infraestrutura de água encanada da cidade. O protesto posteriormente se tornou violento, com dois jornalistas supostamente agredidos pela Polícia Municipal da cidade. No dia seguinte, 25 de fevereiro de 2025, jornalistas e trabalhadores da mídia na cidade realizaram uma manifestação separada condenando a agressão. A Aliança de Jornalistas Independentes e o Sindicato dos Jornalistas da Indonésia, capítulo de Maluku do Norte, também condenaram o incidente como uma violação da liberdade de imprensa e das leis.
No Regência da Ilha de Morotai, o protesto foi realizado principalmente pela Universidade do Pacífico (UNIPAS) em frente ao escritório do regente e ao prédio do parlamento (DPRD). Os estudantes trouxeram um banner escrito "República oligárquica, Indonésia Sombria, Maluku do Norte precisa de educação gratuita". Os estudantes criticaram o programa de refeições gratuitas como ineficaz e afirmaram que o que os estudantes indonésios precisam é de educação gratuita.

### Papua
Em Wamena, milhares de estudantes realizaram uma manifestação como forma de rejeição ao programa de refeições nutritivas gratuitas (MBG) do governo na segunda-feira, 17 de fevereiro de 2025. Os estudantes rejeitaram o programa, afirmando que o que eles precisam é de educação gratuita e melhoria nas instalações. Estima-se que cerca de 3 500 estudantes participaram, incluindo alunos do ensino médio, ensino superior e universitários. Milhares de estudantes vieram de Wamena, Regência de Jayawijaya e Regência de Yahukimo, de acordo com informações da polícia. Um tumulto ocorreu por volta das 09h00  no horário local, quando a multidão se dirigiu à Torre da Cruz, localizada em frente ao escritório do regente de Jayawijaya, e ocorreu na Rua Hom-Hom, a algumas centenas de metros do escritório do regente de Jayawijaya.
Em Paniai, milhares de estudantes de todos os níveis (ensino fundamental, médio, superior e profissionalizante) realizaram uma manifestação contra o programa de refeições nutritivas gratuitas (MBG) na segunda-feira, 24 de fevereiro de 2025. Eles foram ao escritório do regente de Paniai na Vila Madi, e pediram ao governo que priorizasse a educação gratuita.
Em Deiyai, um protesto contra o programa de refeições nutritivas gratuitas (MBG) foi realizado e contou com a participação de milhares de estudantes de dezenas de escolas. Eles realizaram uma marcha longa em direção ao escritório do regente de Deiyai. Vestindo uniformes escolares do ensino fundamental, médio e superior, os estudantes caminharam do Campo de Futebol Tomas Adii Waghete por volta das 09h30 no horário local até o escritório do regente.

### No Exterior
Os primeiros protestos no exterior foram organizados por um grupo de estudantes indonésios da Universidade Columbia em Nova York sob o nome de Jong Columbia no dia 21 de fevereiro, das 16h às 18h, no New Residence Hall, Teachers College, Columbia University, que reuniu mais de 100 estudantes. Ao mesmo tempo, os líderes da União de Estudantes Indonésios no Japão, Malásia e Holanda publicaram uma carta aberta expressando sua solidariedade com os manifestantes estudantis em casa. A diáspora indonésia na Alemanha planejou protestos de solidariedade no Portão de Brandemburgo, em Berlim, no dia 1º de março. Enquanto isso, na mesma data, a diáspora indonésia na Austrália organizou protestos de solidariedade na State Library of Victoria, em Melbourne, das 15h às 17h.

## Reações

### Manifestantes
Uma professora da Faculdade de Economia e Negócios da Universidade da Indonésia (UI), Rizki Nauli Siregar, postou a imagem icônica do movimento enquanto apoiava os estudantes de sua turma a participarem dos protestos. Um professor da Faculdade de Ciências Sociais e Políticas da Universidade Gadjah Mada (UGM), Subarsono, afirmou que uma manifestação política é um sinal de democracia viva. Outro professor da Faculdade de Ciências Sociais e Políticas da UGM, Muchtar Habibi, afirmou que os protestos poderiam ser fortalecidos com a ampliação da participação. O professor da Universidade Airlangga, Henri Subiakto, viu os protestos não apenas como um movimento espontâneo, mas também como uma forma de acumulação de sua decepção com a condição política na Indonésia. Ele posteriormente concordou com a declaração de Mahfud MD de que 'a Indonésia continua sombria'. O acadêmico e historiador Andi Achdian viu os protestos como um choque para o governo de Prabowo.
Rocky Gerung afirmou que os protestos não se tratam somente de uma expressão de pessimismo, mas também um reflexo da condição real. Ele também criticou a resposta de Prabowo aos protestos como insuficiente e destacou que a retórica de Prabowo, que continuamente elogia Jokowi, é um sinal da influência indevida do ex-líder. O fã-clube do grupo sul-coreano NCT, NCTzen, anunciou seu apoio aos manifestantes e forneceria alimentos, bebidas e necessidades médicas gratuitas por meio de crowdfunding (veja #Jakarta). O fã-clube de outro grupo sul-coreano, Super Junior, também propôs algo semelhante.

### Governo

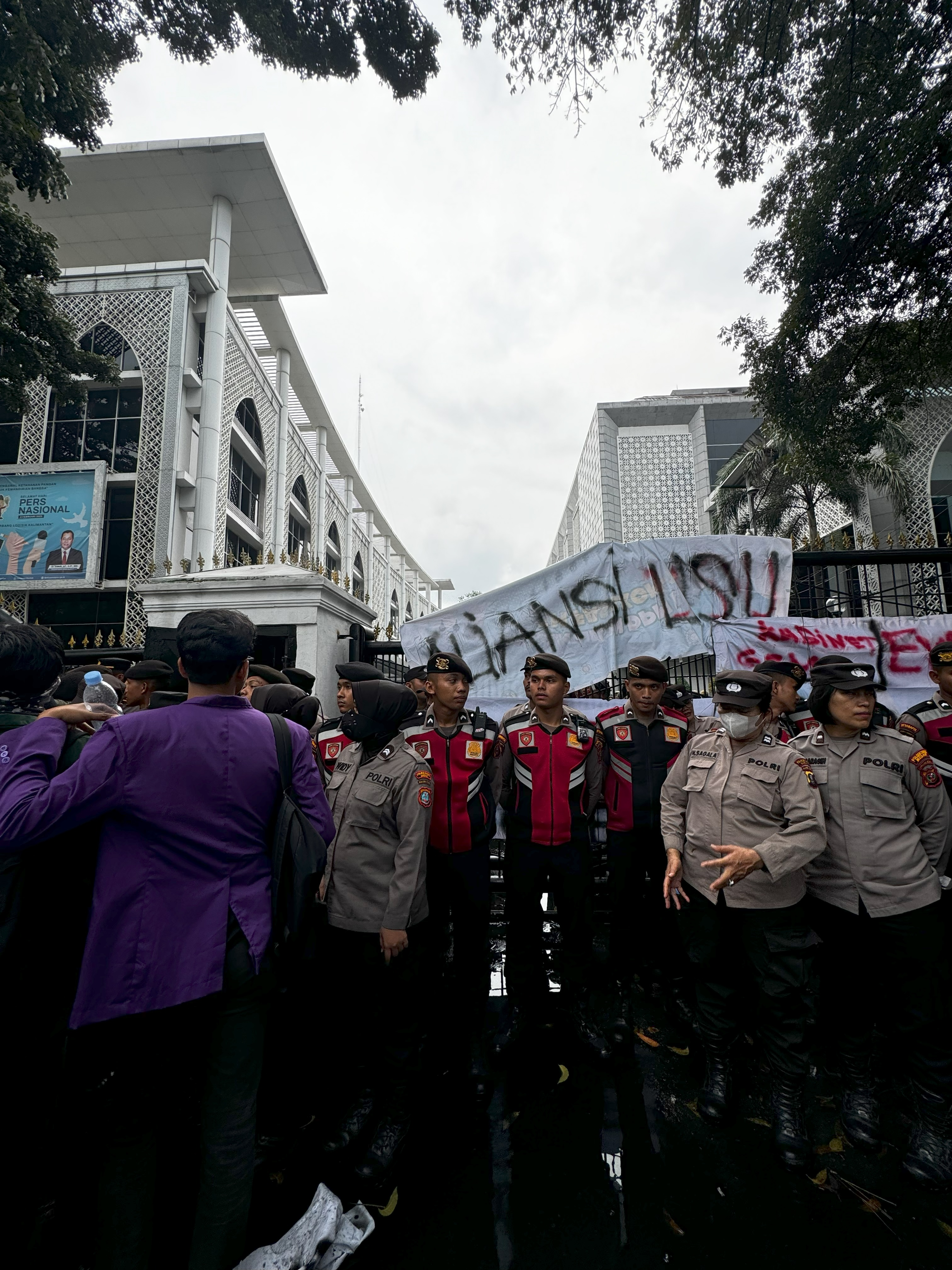
Polícia faz guarda no DPRD de Medan

O chefe do Escritório de Comunicação Presidencial, Hasan Nasbi, confirmou durante os protestos que os fundos alocados para as universidades, o Kartu Indonesia Pintar para o ensino superior e as bolsas de estudo não serão cortados. O ministro da Secretaria de Estado, Prasetyo Hadi, respondeu que a Indonésia "não é de fato sombria" como o slogan sugere, e pediu que os estudantes fossem otimistas. O vice-ministro do Ministério do Ensino Superior, Ciência e Tecnologia, Fauzan, pediu que os estudantes manifestantes investissem em suas habilidades intelectuais. A porta-voz do Escritório de Comunicação Presidencial, Adita Erawati, confirmou que algumas demandas apresentadas pelos manifestantes foram atendidas pelo governo, como o não aumento das mensalidades e a não interrupção das bolsas de estudo. Ela também permitiu que as pessoas organizassem protestos de forma ordenada. Outro porta-voz, Ujang Komarudin, respondeu que a Indonésia ainda é 'brilhante', e não 'sombria' como o slogan sugere. Ele também confirmou que não haverá cortes nas bolsas de estudo, as mensalidades não serão aumentadas e os exames de saúde gratuitos continuarão a vigorar.
O presidente da Assembleia Consultiva do Povo (MPR), Ahmad Muzani, julgou a reação pública durante os protestos como excessiva e contraproducente. O vice-presidente do MPR, Eddy Soeparno, pediu que os estudantes fossem otimistas e afirmou que o pessimismo só leva a um impasse. O vice-presidente da Câmara dos Representantes (DPR), Adies Kadir, considerou as manifestações como uma forma de criatividade dos estudantes para expressar suas aspirações. Luhut Binsar Pandjaitan, presidente do Conselho Econômico Nacional (DEN), respondeu à hashtag #IndonesiaGelap, usada pelos manifestantes estudantis para protestar contra várias políticas do governo. Ele argumentou que a Indonésia tem progredido, apesar de algumas deficiências que ele observou não serem exclusivas do país, sendo antes compartilhadas por outros países, incluindo os Estados Unidos. Luhut rejeitou a ideia de que a Indonésia está em um estado desesperador e afirmou que o governo está progredindo. Ele declarou que os manifestantes são 'sombrios', e não a Indonésia.
Antecipando os protestos coordenados em todo o país no dia 20 de fevereiro, que coincidiu com a posse dos chefes regionais eleitos nas Eleições locais indonésias de 2024, a Polícia Nacional da Indonésia (Polri) pediu que os estudantes não realizassem protestos nas proximidades do palácio presidencial ou perturbassem a cerimônia de posse.

### Censura
A reação do governo também foi marcada por censura, principalmente direcionada a jornalistas e profissionais da indústria criativa. Foi amplamente divulgada a censura à dupla punk Sukatani por ter escrito uma música criticando as forças policiais. A dupla foi posteriormente forçada a fazer um vídeo de desculpas como parte da intimidação policial. O crítico musical americano Anthony Fantano condenou a repressão, descrevendo a situação como "nada promissora". A Anistia Internacional também pediu que a Polícia Nacional da Indonésia investigasse o caso de intimidação. No X, surgiu um vídeo mostrando um jornalista cidadão estrangeiro sendo detido pela polícia por "não ter permissão" para atuar ali. Também houve incidentes de doxing de jornalistas após os protestos em Jacarta no dia 21 de fevereiro, causando condenação pelo Sindicato dos Jornalistas Legais (Iwakum).
Durante o protesto, a CNN Indonésia, que está sob o guarda-chuva da Trans Media, foi alvo de escrutínio público por criar manchetes feitas para tirar a credibilidade os manifestantes. Em resposta à manchete, dois jornalistas da CNN Indonésia foram alvo de doxing por parte de grupos simpatizantes aos manifestantes, com vários usuários da internet pedindo boicote às mídias afiliadas à Trans Media.

### Outros
Houve pedidos para traduzir a hashtag para vários idiomas estrangeiros, como inglês, francês, árabe, japonês, mandarim, além de alguns idiomas regionais, como o javanês. O ator e cantor Angga Yunanda postou um tweet em apoio aos protestos. Através da hashtag #ArtistBersuara ('Artistas Falam'), artistas digitais no Twitter (X) também expressaram apoio aos manifestantes. O CEO do Malaka Project, Ferry Irwandi, viu os protestos como uma "preocupação e amor para tornar a Indonésia melhor".
O ativista sênior Faizal Assegaf, através de sua conta no Twitter, deu total apoio aos manifestantes na "luta contra a injustiça, arrogância, autoritarismo e intimidação", e gritou Ganyang Jokowi ('Esmagar Jokowi'). Ele também contestou a declaração de Luhut e pediu que ele não intimidasse os manifestantes. Ele posteriormente afirmou que a presidência de Prabowo poderia se tornar "sem sentido" sem Titiek Suharto, e essa declaração foi criticada pelo Movimento Amor a Prabowo. O Fórum da Juventude Nusantara (FPN) pediu sua prisão na sede da Polda Metro Jaya e da Polri no dia 20 de fevereiro.
O líder do Movimento Amor a Prabowo (GCP), Kurniawan, afirmou que os protestos estudantis são uma forma de expressão de suas aspirações, mas também alertou para que não fossem infiltrados por certos grupos. Posteriormente, ele alegou que os protestos eram uma tentativa de influenciar a opinião pública e enfraquecer Prabowo e o Estado por um pequeno grupo de pessoas. Ele também criticou que as declarações de Faizal poderiam causar instabilidade no país. Dony Endrassanto viu que as declarações de Faizal apontavam para uma tentativa de golpe de Estado e traição contra o governo.
O presidente do Conselho Executivo do Nahdlatul Ulama, Yahya Cholil Staquf, questionou quais eram os motivos para organizar os protestos. O vice-secretário-geral do Partido Golkar, Sosialisman Hidayat Hasibuan, alegou que os protestos são uma forma de pressão política sobre os esforços do governo para prender o secretário-geral do PDI-P. A chefe de mídia e coleta de opiniões do Partido Golkar, Nurul Arifin, sugerindo que os protestos poderiam se tornar um "alerta de aviso" para o governo, também lembrou que as formas de expressar aspirações devem ser feitas de forma construtiva, não anárquica. Mahfud MD afirmou que há muitas políticas "brilhantes" do governo que precisam ser respeitadas.
O presidente da Câmara de Comércio e Indústria da Indonésia, Anindya Bakrie, viu os protestos como normais em um país democrático. O ex-secretário do Ministério das Empresas Estatais, através de sua conta no Twitter, expressou confusão sobre por que os protestos #IndonesiaGelap se concentraram em derrubar Prabowo, e não em levar Jokowi à justiça, enquanto, segundo ele, a condição foi causada pelos erros de Jokowi. O observador de políticas Gigin Praginanto, através de sua conta no Twitter, satirizou que o tema dos protestos deveria ser mudado de Indonesia Gelap para Indonesia Gelap Banget Nget Nget ('Indonésia é Muito, Muito, Muito Sombria').

### Impactos
Os protestos estudantis foram destaque na capa da edição online de 18 de fevereiro de 2025 do jornal Lentera. Em 18 de fevereiro, a rupia começou a se enfraquecer em 0,38% durante os protestos, no entanto, a moeda começou a se fortalecer em 0,10% no dia 21 de fevereiro. Em resposta aos protestos, há atualmente tentativas de contrapor #IndonesiaGelap em várias plataformas de mídia social através da hashtag #IndonesiaCerah ('#IndonésiaBrilhante'), originada de uma conta do Instagram chamada benpro.tv.
De acordo com um pesquisador sênior do Instituto Citra, Efriza, previu que o então-Ministro do Ensino Superior, Ciência e Tecnologia, Satryo Brodjonegoro, poderia ser substituído em uma reforma ministerial devido aos protestos liderados por estudantes. Essa reforma foi posteriormente confirmada e entrou em vigor em 19 de fevereiro, com Brodjonegoro sendo demitido do cargo. Rocky Gerung, no entanto, exigiu que o governo explicasse a demissão e afirmou que o movimento estudantil foi preparado por meses, envolvendo vários especialistas.